# Les Cent-Acres
Cent-Acres – miejscowość i gmina we Francji, w regionie Normandia, w departamencie Sekwana Nadmorska.
Według danych na rok 1990 gminę zamieszkiwały 44 osoby, a gęstość zaludnienia wynosiła 9 osób/km² (wśród 1421 gmin Górnej Normandii Cent-Acres plasuje się na 834. miejscu pod względem liczby ludności, natomiast pod względem powierzchni na miejscu 698.).